# Przecław
Pour les articles homonymes, voir Przecław (homonymie).
Przecław est une ville de Pologne, située dans le sud-est du pays, dans la voïvodie des Basses-Carpates. Elle est le chef-lieu de la gmina de Przecław, dans le powiat de Mielec. Elle a obtenu le statut de ville le 1er janvier 2010. Przecław, situé au bord de la rivière Wisloka, se caractérise notamment par son château renaissance, remanié au XIXe siècle, propriété de la famille aristocratique Rey de 1658 à sa confiscation par le régime communiste en 1944 (les Rey, membres pendant la guerre de la résistance polonaise antinazie AK persécutée ensuite par le régime communiste, ont été contraints à l'exil en France).